# Ванати (Сілезьке воєводство)
Ванати (пол. Wanaty) — село в Польщі, у гміні Камениця-Польська Ченстоховського повіту Сілезького воєводства.
Населення — 680 осіб (2011).
У 1975-1998 роках село належало до Ченстоховського воєводства.

## Демографія
Демографічна структура станом на 31 березня 2011 року:
|          | Загалом | Допрацездатний вік | Працездатний вік | Постпрацездатний вік |
| -------- | ------- | ------------------ | ---------------- | -------------------- |
| Чоловіки | 338     | 63                 | 239              | 36                   |
| Жінки    | 342     | 45                 | 206              | 91                   |
| Разом    | 680     | 108                | 445              | 127                  |